# Futebol da Nigéria
O Futebol é o esporte mais popular da Nigéria. A Seleção Nigeriana de Futebol compete regularmente para os títulos internacionais e muitos futebolistas nigerianos competem na Europa, particularmente na Inglaterra. A Nigéria tem uma das melhores seleções nacionais na África e produziu muitos jogadores notáveis, incluindo Mudashiru Lawal, Rashidi Yekini, Jay Jay Okocha, Nwankwo Kanu, Vincent Enyeama, Joseph Yobo e John Obi Mikel.
A Seleção Nacional de Futebol da Nigéria, apelidada de "Super Águias", é a equipe nacional da Nigéria e é controlada pela Federação Nigeriana de Futebol. ela é filiada à FIFA, à CAF e à WAFU. De acordo com o Ranking Mundial da FIFA, a Nigéria, aos 39 anos, é atualmente a 5ª melhor equipe da CAF.
A Seleção Nigeriana de Futebol jogou sua primeira partida internacional contra a Seleção Serra-Leonesa de Futebol em Freetown em 8 de outubro de 1949. Nigéria venceu por 2x0. Sua maior vitória registrada foi 10x1 contra o Benim.